# Buštěhrad
Buštěhrad (niem. Buschtiehrad) − miasto w Czechach, w kraju środkowoczeskim. Według danych z 31 grudnia 2003 powierzchnia miasta wynosiła 761 ha, a liczba jego mieszkańców 2 295 osób.
W miasteczku znajduje się muzeum pisarza Oty Pavla, który spędził tam lata wojny.

## Demografia
| Rok             | 1970  | 1980  | 1991  | 2001  | 2003  |
| --------------- | ----- | ----- | ----- | ----- | ----- |
| Liczba ludności | 2 714 | 2 676 | 2 263 | 2 273 | 2 295 |

Źródło: Czeski Urząd Statystyczny